# Mineral (Califórnia)
Mineral é uma Região censo-designada localizada no estado americano da Califórnia, no Condado de Tehama.

## Demografia
Segundo o censo americano de 2000, a sua população era de 143 habitantes.

## Geografia
De acordo com o United States Census Bureau tem uma área de 115,3 km², dos quais 115,2 km² cobertos por terra e 0,1 km² cobertos por água. Mineral localiza-se a aproximadamente 1479 m acima do nível do mar.

## Localidades na vizinhança
O diagrama seguinte representa as localidades num raio de 40 km ao redor de Mineral.